# طمون
طمون بلدة فلسطينية من بلدات محافظة طوباس شمال الضفة الغربية. تقع على بعد 5 كيلومترات جنوب مدينة طوباس. وهي من البلدات المحتلة في حرب 1967.

## التاريخ
اقترح الباحث التوراتي فان دي فيلدي في عام 1854 أن طمون كانت مدينة التوراة في إفرايم،، ومع ذلك، تم التعرف الآن على "Tabbath" مع موقع في الأردن. اسم المدينة مستمد من الكلمة العربية «طمأنينه»، ومعناه «الهدوء».

### العهد العثماني
يعود تاريخ طمون الحديث إلى القرن الخامس عشر للميلاد. حيث أسسها مجموعة من بدو شبه الجزيرة العربية الذين كانوا يسعون لإيجاد موقع آمن في فلسطين مع إطلالة على مواقع أخرى قريبة.
تبعت طمون إلى الدولة العثمانية في عام 1517 مع كل فلسطين، وكانت تتبع ولاية شرق بيروت في الشام. في عام 1596 ظهر لأول مرة اسم طمون في سجلات الضرائب العثمانية، وكانت إداريًا تتبع ناحية جبل سامي ضمن سنجق نابلس، كان عدد سكانها 15 أسرة كلهم من المسلمين، ودفعوا معدل ثابت للضريبة بنسبة 33,3% على المنتجات الزراعية المختلفة، مثل القمح، والشعير، والمحاصيل الصيفية، والزيتون، والماعز، وخلايا النحل بما مجموعه 5,450 آقجة.
على مدى القرون الأربعة الماضية، استقر العرب من بلدتي كفر قدوم وحلحول في طمون. عام 1882، أجرى صندوق استكشاف فلسطين مسحًا للبلدة ووصفها بأنها «قرية جيدة عند سفح الجبل، مع أراض مفتوحة إلى الشمال. القرية مرتفعة مع زيتون جنوبها».

### الانتداب البريطاني
في عام 1917، وقعت طمون بيد الجيش البريطاني، ودخلت البلدة مع باقي فلسطين مظلة الانتداب البريطاني على فلسطين عام 1920 حتى وقوع النكبة عام 1948. أجرت سلطات الانتداب البريطاني تعدادا عاما للسكان عام 1922، وقد بلغ عدد السكان حوالي 1,345 نسمة جميعهم من المسلمين. ثم ازداد عددهم حتى وصل إلى 1,599 نسمة يسكنون 316 بيت وجميعهم مسلمين في تعداد عام 1931 والذي شمل أيضًا البقيعة.
أما في تعداد عام 1945، فبلغ عدد السكان حوالي 2,070 نسمة وجميعهم مسلمون، وكانت مساحة الأرض نحو 98,080 دونمًا منها فقط 157 دونم منطقة سكنية، 33,181 دونمًا للحبوب و393 دونمًا للمزارع والأراضي القابلة للري.

### الإدارة الأردنية
في أوائل خمسينيات القرن العشرين أتبعت طمون للإدارة الأردنية بين حربي 1948 و1967، وكان عدد سكانها آنذاك حوالي 2,593 نسمة عام 1961.

### النكسة
وقعت طمون تحت الاحتلال الإسرائيلي بعد حرب 1967.

### السلطة الفلسطينية
بعد تأسيس السلطة الفلسطينية، تسلمت السلطة الوطنية الفلسطينية البلدة في 13 نوفمبر 1995، وألحقتها إداريًا لمحافظة طوباس.

## الجغرافيا
تقع طمون على ارتفاع 332 مترًا فوق مستوى سطح البحر. تقع على بعد خمسة كيلومترات جنوب مدينة طوباس، وثلاثة وعشرون كيلومترًا شمال شرق مدينة نابلس، ويحدها مخيم الفارعة ووادي الفارعة من الغرب والنصارية من الجنوب.
تبلغ مساحة أراضي البلدة الإجمالية حوالي 81,000 دونم، أي ما يمثل أكثر من 15% من مساحة محافظة طوباس. تضم أراضي طمون معظم اراضي سهل البقيعة الواقع إلى الجنوب الشرقي وصولا إلى نهر الأردن. خصص حوالي 1,519 دونم كمنطقة «مبنية أو عمرانية»، في حين يتم استخدام 79,481 دونم للأغراض الزراعية، أو تغطيها الغابات أو تصنف على أنها مناطق عسكرية مغلقة تسيطر عليها قوات الاحتلال الإسرائيلي.
متوسط درجة الحرارة في طمون هو 20 درجة مئوية. تتلقى المدينة معدل هطول الأمطار السنوي 331 ملم ومتوسط معدل الرطوبة هو 57%.

## السكان
وفقا لتعداد الجهاز المركزي للإحصاء الفلسطيني عام 1997، بلغ عدد سكان طمون 7,640، منهم 3,771 من الذكور و 3,869 من الإناث. كان التوزيع العمري لسكان البلدة 45% تحت سن 15، 49.9% بين سن 15 و 4.6% كانوا فوق سن 65.
وفقا لجهاز الإحصاء أيضًا، بلغ عدد سكان طمون 10,795 نسمة في تعداد عام 2007. كان نمو السكان بين عامي 1997 و 2005 32.1%. يشكل عدد سكانها أكثر من 21% من مجموع سكان محافظة طوباس، مما يجعلها ثاني أكبر تجمع سكاني بعد طوباس. ينتمي سكان طمون عمومًا إلى عائلتين عربيتين هما: بني عودة وبشارات.

## الحكم المحلي
بعد انتقال طمون إلى السلطة الوطنية الفلسطينية في 13 نوفمبر 1995، استمرت كمجلس قروي حتى عام 1997، ثم ترفعت إلى مجلس بلدي يضم أحد عشر عضوا منتخبا، بمن فيهم رئيس البلدية. وهي مسؤولة عن إدارة طمون، والتخطيط والتطوير، والخدمات الاجتماعية، وصيانة البنية التحتية، والمرافق، وجمع النفايات الصلبة وإصدار تراخيص البناء.

## التعليم
في عام 1997، كان 84.3% من سكان طمون فوق سن 10 يعرفون القراءة والكتابة. شكلت النساء 80% من السكان الأميين. حوالي 17% من السكان فوق سن 18 قد أكملوا تعليمهم الثانوي والعالي، 20% أكملوا التعليم الابتدائي والثانوي و 27.2% أكملوا تعليمهم الابتدائي فقط.
توجد في البلدة سبع مدارس وستة رياض أطفال تديرها جميعها وزارة التربية والتعليم. ومن بين المدارس السبع، كانت هناك ثلاث مدارس ذكور، ومدرستان للإناث بالإضافة إلى مدرستين مختلطتين. في العام الدراسي 2004-2005، التحق 3,091 طالب في هذه المدارس. كان منهم 395 طفلاً في رياض الأطفال.

## الاقتصاد
قبل حرب 1967، كان يعتمد سكان طمون في الغالب على الزراعة وتربية الماشية. منذ عام 1967 وحتى اندلاع الانتفاضة الأولى عام 1987، تحول العمل إلى إسرائيل حيث كان يعمل العديد من العمال فيها. بعد إنشاء السلطة الوطنية الفلسطينية، وتسلمها طمون مدنيًا في عام 1995، وفرت المزيد من فرص العمل في القطاع العام والتجارة. بعد اندلاع الانتفاضة الثانية في عام 2000، تحول العمل مرة أخرى إلى الزراعة.
حاليا، يعمل حوالي 50% في الزراعة، و 35% يعملون في سوق العمل الإسرائيلي، و 10% في الخدمات، و 2% في البناء و 3% في التجارة.
في عام 2006، كان هناك 212 متجراً وثمانية مطاعم وطاحونة قمح ومصنع مخلل وصناعات أخرى مثل إنتاج الجبن والمربى. في عام 1997، شكلت القوى العاملة في طمون 67% من سكان البلدة. ومع ذلك، 66.3% كانوا غير نشطين اقتصاديا. شكلت النساء 34% من القوة العاملة. انخفض متوسط دخل طمون من 1,500 شيكل قبل عام 2000 إلى 600 شيكل جديد في عام 2004 - بانخفاض قدره 60%.
يوجد في منطقة طمون ما مجموعه 25,000 دونم من الأراضي المزروعة، منها 4,166 مزروعة ببساتين الفواكه، و 3,560 للمحاصيل الحقلية، و 600 دونم للخضروات، و 120 تستخدم للدفيئات الزراعية. وفقًا لوزارة الزراعة الفلسطينية، تنتج طمون خمسة أطنان من الزيتون و 3,500 طن من الخضروات و 2,500 طن من المحاصيل الحقلية سنويًا.
حوالي 10% من سكان طمون يمتلكون المواشي التي تتكون في مجموعها من 137 من قطعان الماشية و 480 من الماعز و 5,250 من الأغنام و 37,000 من الدواجن و 138 من خلايا النحل للعسل.

## وصلات خارجية
- صفحة بلدة طمون في موقع «فلسطين في الذاكرة».
- ملف بلدة طمون - معهد الأبحاث التطبيقية - أريج (القدس).